# Stanco (Deeper Inside)
Stanco (Deeper Inside) – singiel włoskiego piosenkarza Marco Mengoniego wydany w maju 2010 roku i promujący drugi minialbum artysty zatytułowany Re matto.
W dniu premiery na rynku ukazał się także oficjalny remiks utworu wykonany przez Mystify Noise, natomiast w czerwcu opublikowany został oficjalny teledysk do utworu, którego reżyserem został Gaetano Morbioli. Klip został nakręcony w Weronie.

## Lista utworów
Digital download
1. „Stanco (Deeper Inside)” – 4:04